# 约兰·汤姆森
约兰·汤姆森（瑞典語：Göran Tomson，1947年12月12日—）是瑞典医生、学者以及卫生政策与系统研究专家。他因在斯德哥尔摩莱佐达尔会议上的初步讨论和宣传，以及相关的报告和提案而闻名，这些报告和提案促成了世界卫生组织卫生政策与系统研究联盟的成立，为卫生政策系统研究领域的发展做出了贡献。他仍然是卡罗林斯卡医学院的教授，并担任卡罗林斯卡医学院校长办公室的联合国2030年议程顾问。2022年，他被评为乔治全球健康研究所杰出研究员。
他对全民健康覆盖及其他卫生系统问题的研究涉及多个国家，包括中国、肯尼亚、老挝、瑞典、坦桑尼亚、乌干达、越南和赞比亚。他参与了有影响力的联盟和全球卫生研究网络的建立，为卫生政策与系统研究、药物获取以及抗生素耐药性方面做出了贡献。此外，他还在卡罗林斯卡医学院教授卫生政策与系统研究。